# 검룡소
검룡소(儉龍沼)는 대한민국 강원특별자치도 태백시 창죽동에 있는 분출수로 대덕산과 함백산 사이에 있는 금대봉(해발 1,418m) 자락의 800m 고지에 있는 소이다. ‘민족의 젖줄’로 불리는 한강의 발원지로 알려져 있다.
금대봉 기슭에 있는 제당굼샘과 고목나무샘, 물골의 물구녕 석간수와 예터굼에서 솟아나는 물이 지하로 스며들어 이곳에서 다시 솟아난다고 알려졌다. 검룡소는 1987년 국립지리원이 공식 인정한 발원지이다. 2010년 8월 18일 대한민국의 명승 제73호로 지정되었다.

## 개요
강원도 태백시 창죽동 금대봉 기슭 "검룡소"와 그 일대 계곡은 특이하고 아름다운 지형ㆍ지질학적 경관을 이루고 희귀한 동식물상이 있으며, 검룡소와 관련된 전설이 담겨 있는 역사문화 경승지이다.
검룡소는 고생대 조선 누층군 막골층의 석회암반을 뚫고 하루 2천 톤 가량의 지하수가 솟아나오는 냉천(冷泉)으로 사계절 9 °C 정도의 수온을 유지하고, 20m 이상 계단상 폭포를 이루며 오랜 세월 흐른 물줄기로 인해 깊이 1-1.5m, 폭 1-2m의 암반이 푹 파여서 그곳으로 물이 흐르는데 용틀임을 하는 것처럼 보인다.
검룡소 일대에는 고생대 오르도비스기에 형성된 퇴적암 지층 조선 누층군 막골층이 분포하며 막동 석회암층은 석회암으로 구성되는 하부층원, 두께 30 m의 돌로마이트로 구성되는 중부층원, 석회암과 돌로마이트가 교호하는 상부층원으로 구분된다. 검룡소에서 많은 지하수가 나오는 것은 물이 잘 스며드는 막동 석회암층의 석회암 지대에 빗물과 지하수가 합쳐져 단층과 절리와 같은 단열대를 따라 흐르다가 지표로 나오는 것이다.
둘레 약 20m이고, 깊이는 알 수 없으며 사계절 9 °C의 지하수가 하루 2,000~3,000t씩 석회암반을 뚫고 솟아 폭포를 만들고 오랜 세월 동안 흐른 물줄기로 바위마저 구불구불하게 패여져 있다. 이 소의 물이 남한강의 발원이 되어 500km 이상을 흐른다.
『신증동국여지승람』에 "우통수(于筒水)는 오대산 서대(西臺)에서 솟아나는 샘물인데, 곧 한강의 근원이다."고 기록되어 있다. 소의 물은 오대천보다 좀 더 긴 것으로 알려져 있다.

## 위치
강원도 태백시에 있는 태백역을 지나 노인회관 앞에서 좌회전한 후 하장 방면 35번 국도를 타고 삼수령을 지나 안내판에서 좌회전하면 검룡소가 나온다.
검룡소는 497.5km에 이르는 한강의 발원지이다. 금대봉 기슭 제당굼샘과 고목나무샘, 물골의 물구녕 석간수와 예터굼에서 솟아나는 물이 지하로 스며들어 이곳에서 다시 솟아난다. 1987년 국립지리원에 의해 한강 발원지로 공식 인정받았다.
문화재청 문화재위원회가 한강 발원지 검룡소를 `명승'으로 지정했다. 태백시에 따르면 문화재위원회는 2010년 6월 30일 위원회를 열고 태백 검룡소를 국가지정문화재 `명승'으로 지정하는 것을 심의·가결했다.

## 전해오는 이야기
한강의 발원지로 알려진 곳이며, 금대봉의 왼쪽 산기슭에 있다. 검룡소의 전설은 서해의 살던 이무기가 용이 되려고 강줄기를 거슬러 올라와 이곳에 머무르고 있다는 전설이 있다. 물이 솟아오르는 굴 속에 검룡(이무기)이 살고 있다 해서 ‘검룡소(儉龍沼)’라 이름 붙였다.
실제 검룡소는 고생대에 형성된 석회암 동굴의 소로써, 하루 2천여톤 가량의 지하수가 용출되고, 수온은 사계절 내내 항상 같다. 1986년에는 태백시가 메워진 연못을 복원하고 주변을 정비하였다.
한강의 발원지 태백시에는 대한민국 2대 강인 한강과 낙동강의 발원지가 있는데 낙동강의 발원지는 천의봉 너덜샘이고(용출지는 황지연못) 한강의 용출지가 바로 이곳 검룡소이다. 이곳에서 발원하는 물은 골지천으로 흐르며, 골지천은 한강의 발원천으로 알려져 있다.

## 같이 보기
- 조선 누층군 막골층
- 한강